# Philip Winchester
Philip C. Winchester (Belgrade, Montana; 24 de marzo de 1981) es un actor estadounidense conocido por haber interpretado a Leontes en la serie Camelot y por dar vida a Michael Stonebridge en las series Strike Back: Project Dawn, Strike Back: Vengeance, Strike Back: Shadow Warfare y en Strike Back: Legacy y su papel protagónico de Peter Stone en el universo de Chicago Justice en Universal Channel.

## Biografía
Phillip nació el 24 de marzo de 1981, de padre estadounidense y madre inglesa. Es nativo de Belgrade donde asistió a la escuela local hasta 1999. En Londres (ciudad natal de su madre) estudió tres años en la London Academy of Music and Dramatic Art "LAMDA". Philip es un ciudadano británico-estadounidense.
En diciembre de 2008 se casó con Megan Marie Coughlin-Winchester, la hermana de su mejor amigo, Matt Coughlin. Tienen dos hijos.

## Carrera
Entre sus apariciones en teatro se encuentran King Lear, Master and Margarita, Grease, Hamlet, The Crucible, She Would If She Could & Cabaret, entre otras.
En el 2005 apareció en la serie CSI Miami donde interpretó a Chris Allen.
En el 2006 se unió al elenco principal de la película Flyboys donde interpretó al piloto William Jensen.
En el 2008 se unió al elenco de la serie Crusoe donde interpretó a Robinson Crusoe.
En el 2009 apareció en dos episodios de la miniserie Alice donde interpretó al hijo de la Reina de Corazones, el Príncipe de Corazones. También interpretó a Aaron Mason en la miniserie Maneater.
En el 2010 apareció como personaje invitado en varios episodios de la serie Fringe donde interpretó al doctor Frank Stanton, un virólogo y ex-prometido de Fauxlivia, el alter ego de Olivia Dunham (Anna Torv). Ese mismo año apareció como invitado en un episodio de la serie Warehouse 13 donde interpretó a varios personajes entre ellos a un marinero, un vaquero, un gladiador y un científico loco. También apareció en el thriller In my Sleep donde dio vida a Marcus, un joven que camina dormido y del que su amigo se aprovecha para hacerle creer que ha matado.
En el 2011 se unió al elenco de la miniserie de diez partes Camelot donde interpretó a Leontes, amigo y uno de los más valientes y fieles caballeros del Rey Arturo en Camelot y del fallecido Rey Uther. Ese mismo año se unió al elenco de la serie Strike Back: Project Dawn donde interpretó al agente del MI6 y Sargento Michael Stonebridge. 
En el 2012 interpretó nuevamente al sargento Michael Stonebridge ahora en la serie Strike Back: Vengeance junto a Sullivan Stapleton. 
En el 2013 se unió al elenco de la serie Strike Back: Shadow Warfare donde interpretó nuevamente al sargento Michael Stonebridge, hasta el final de la serie. La serie fue la cuarta temporada de la serie Strike Back.
En el 2015 interpretó nuevamente a Michael Stonebridge ahora en Strike Back: Legacy, la quinta y última temporada de la serie Strike Back.
En el 2015 se unió al elenco principal de una nueva serie The Player donde interpretó a Alex Kane, un exoficial de inteligencia convertido en un experto en seguridad, que se ve envuelto en una conspiración misteriosa que lo obliga a cumplir con una serie de desafíos heroicos para salvar la vida de personas inocentes, hasta el final de la serie ese mismo año después de que la serie fuera cancelada debido a los bajos raitings.
En 2017 se unió al elenco principal de la nueva serie Chicago Justice donde interpretó al asistente del fiscal del estado Peter Stone, hasta el final de la serie ese mismo año después de que fuera cancelada tras finalizar su primera temporada. La serie fue un spin-off de la franquicia "Chicago": Chicago Fire (2012-), Chicago P.D. (2014-) y Chicago Med (2015-).
En marzo de 2018 retoma el personaje de Peter Stone a partir del capítulo 13 en la legendaria serie Law & Order SVU.

## Filmografía

### Cine
| Año  | Título                 | Personaje         |
| ---- | ---------------------- | ----------------- |
| 1998 | The Patriot            | Joven militar     |
| 1999 | The Hi-Line            | Mesero del Café   |
| 2003 | LD 50 Lethal Dose      | Vaughn            |
| 2004 | Thunderbirds           | Scott Tracy       |
| 2006 | Flyboys                | William Jensen    |
| 2006 | Shaking Dream Land     | Robert            |
| 2006 | Flyboys                | William Jensen    |
| 2007 | The Heart of the Earth | Robert Coyle      |
| 2009 | Solomon Kane           | Henry Telford     |
| 2009 | In My Sleep            | Marcus            |
| 2010 | A Walk in My Shoes     | Jake              |
| 2016 | Undrafted              | Fotch             |
| 2020 | Rogue                  | Joey Kasinki      |
| 2021 | Endangered Species     | Jack Halsey       |
| 2022 | A Week in Paradise     | Sam               |
| 2024 | Shadow Land            | Brett Cahill      |
| 2024 | Duchess                | Robert McNaughton |
| 2025 | Man with No Past       | Jack              |

### Televisión
| Año       | Título                            | Personaje                                      | Notas                            |
| --------- | --------------------------------- | ---------------------------------------------- | -------------------------------- |
| 2005      | CSI: Miami                        | Chris Allen                                    | "Urban Hellraisers"              |
| 2008      | King Lear                         | Edmund                                         | Película de televisión           |
| 2008–2009 | Crusoe                            | Robinson Crusoe                                | 13 Episodios                     |
| 2009      | Maneater                          | Aaron Mason                                    | 2 Episodios                      |
| 2009      | Alice                             | Jack Chase                                     | 2 Episodios                      |
| 2010      | Warehouse 13                      | Marine / Vaquero / Gladiador / Científico loco | "Beyond Our Control"             |
| 2010–2011 | Fringe                            | Frank Stanton                                  | 4 Episodios                      |
| 2010      | A Walk in My Shoes                | Marcus                                         | Película de televisión           |
| 2011      | Camelot                           | Leontes                                        | 10 Episodios                     |
| 2011–2018 | Strike Back                       | Sgt. Michael Stonebridge                       | 42 Episodios                     |
| 2014      | 24: Live Another Day              | Cnel. Shaw                                     | 3 episodes                       |
| 2015      | The Player                        | Alex Kane                                      | 9 Episodios                      |
| 2016–2017 | Chicago P.D.                      | A.S.A. / A.D.A. Peter Stone                    | 3 Episodios                      |
| 2017      | Chicago Justice                   | A.S.A. / A.D.A. Peter Stone                    | 13 Episodios                     |
| 2017      | Chicago Med                       | A.S.A. / A.D.A. Peter Stone                    | "Speak Your Truth"               |
| 2018–2019 | Law & Order: Special Victims Unit | A.S.A. / A.D.A. Peter Stone                    | Personaje principal 36 Episodios |
| 2022      | Leopard Skin                      | Max Hammond                                    | Serie. 8 episodios.              |
| 2025      | Ransom Canyon                     |                                                | Invitado                         |

### Teatro
| Año  | Obra                             | Personaje | Notas                |
| ---- | -------------------------------- | --------- | -------------------- |
| 2007 | King Lear                        | Edmund    | junto a Ian McKellen |
| -    | Master and Margarita             | -         | -                    |
| -    | Grease                           | -         | -                    |
| -    | Hamlet                           | -         | -                    |
| -    | The Crucible                     | -         | -                    |
| -    | She Would If She Could & Cabaret | -         | -                    |